# Eustrephus latifolius
Eustrephus latifolius är en sparrisväxtart som beskrevs av Robert Brown. Eustrephus latifolius ingår i släktet Eustrephus och familjen sparrisväxter. Inga underarter finns listade i Catalogue of Life.

## Bildgalleri

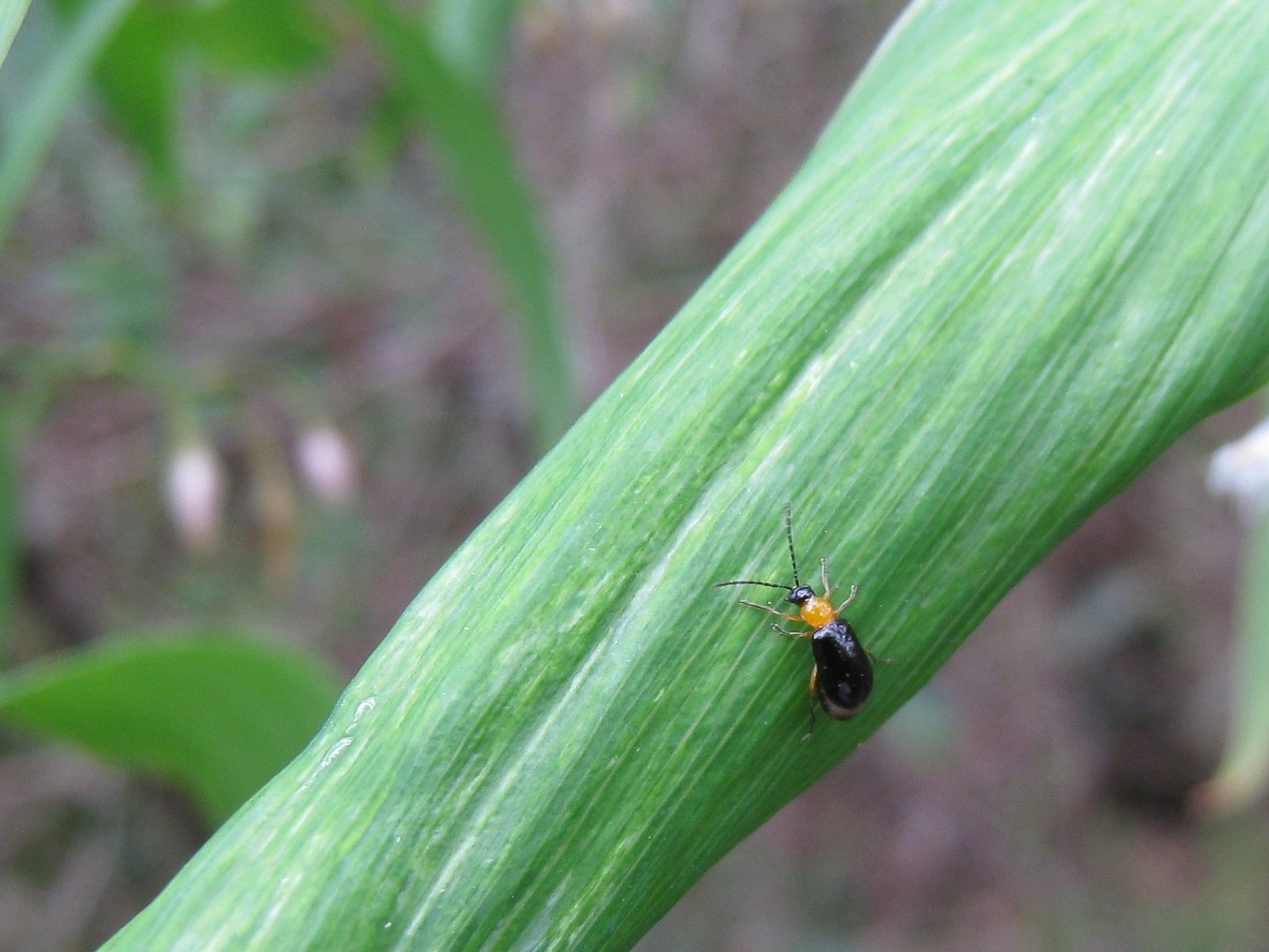
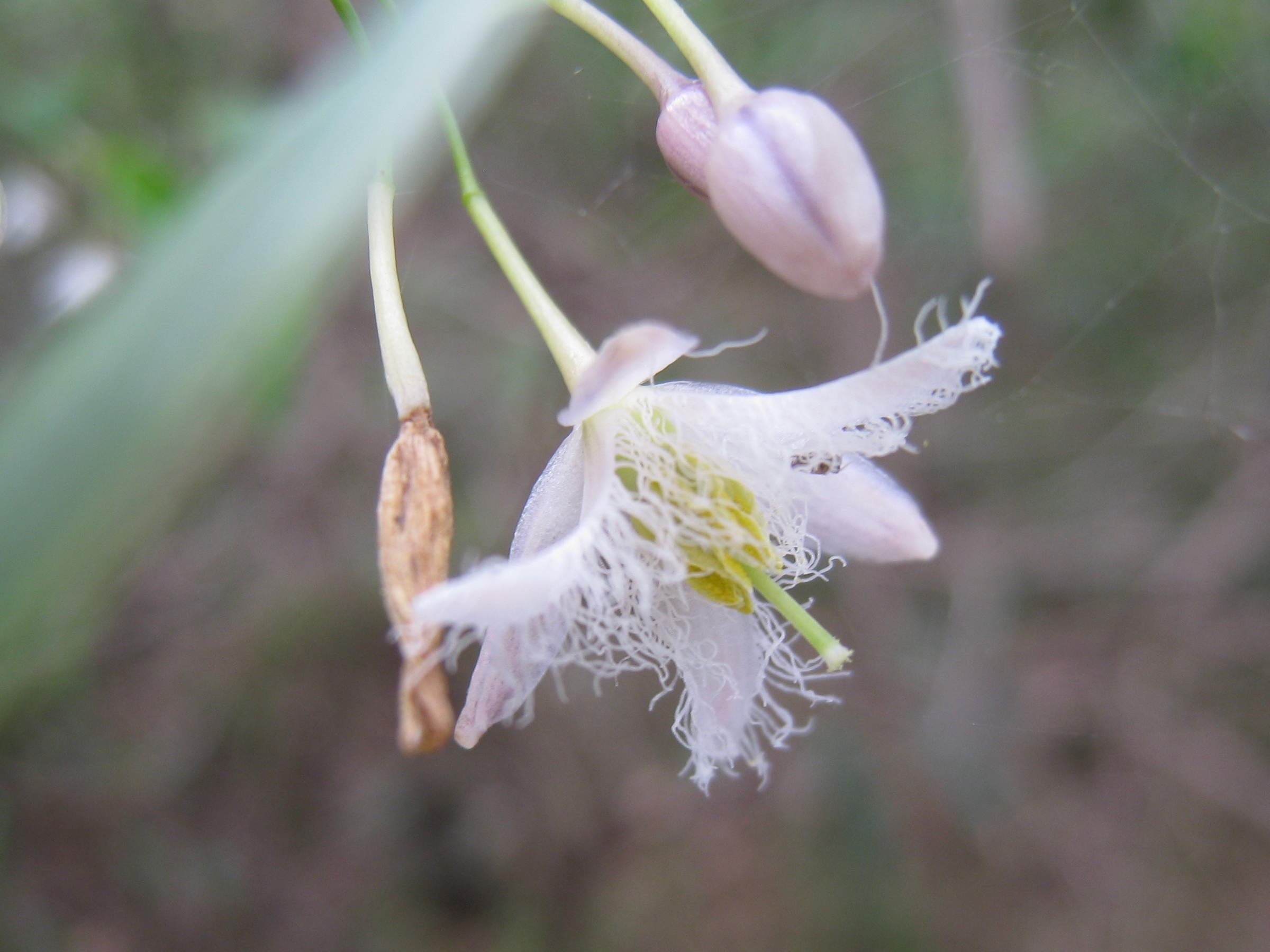
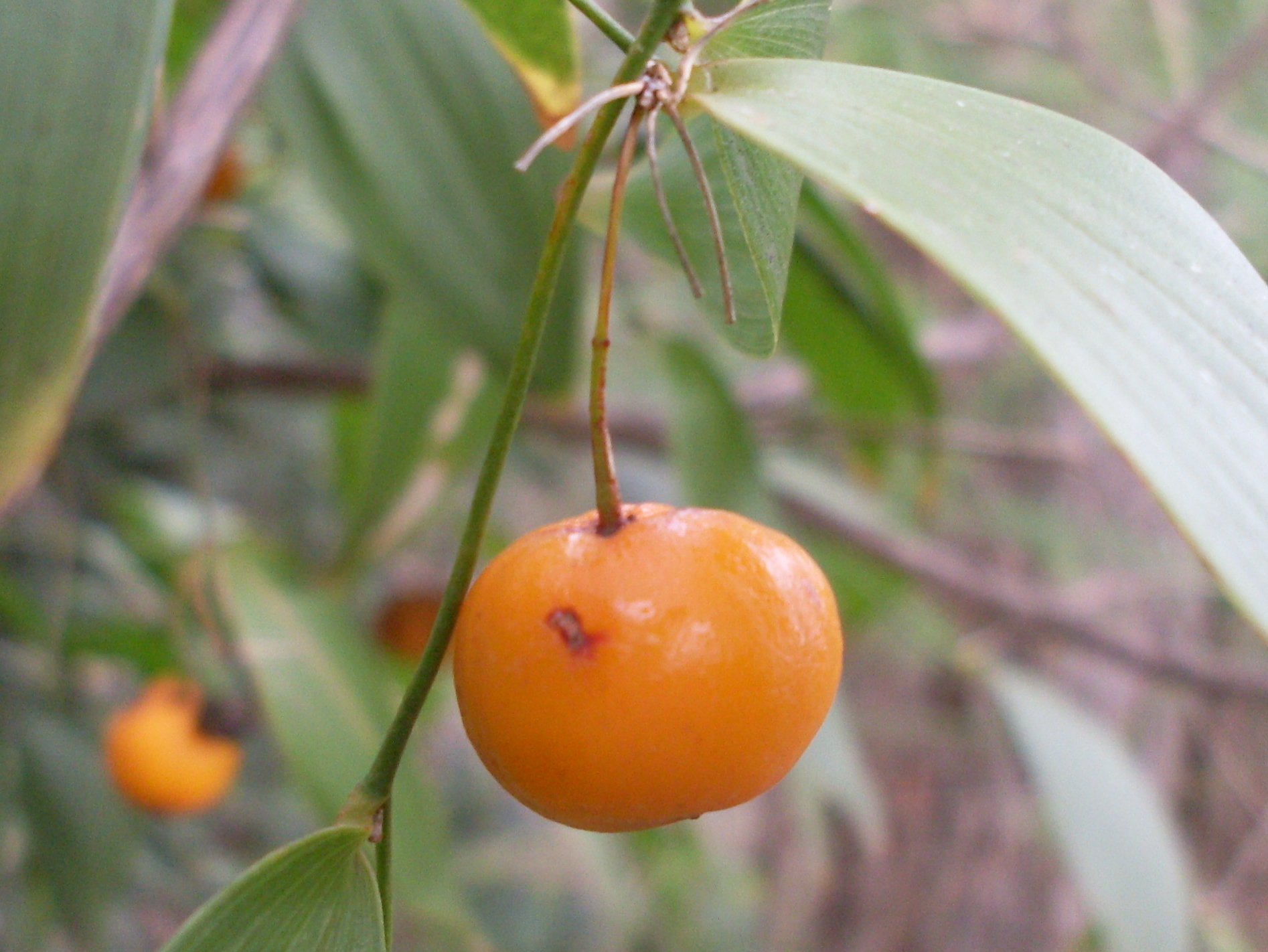